# 奥尔巴尼法学院
奥尔巴尼法学院（Albany Law School）是一所自1851年起在美国纽约州奥尔巴尼创设的法学院，形式上附属于联合大学（Union University (New York)），实际上不附属于任何大学。

## 历史
2010年开始，该院的学生就在不断减少，为了维持正常运转学院开始裁员，很多教授对裁员不满，集体向美国律师协会投诉。

## 排名
该学院在《2020美国新闻与世界报道》的法学院排名中排第115名。

## 校友
该校校友包括两名美国最高法院的法官，罗伯特·H·杰克逊和David Josiah Brewer，7名纽约上诉法院的法官，美国总统，纽约州州长安德鲁·库默等人。